# Rei da Cacimbinha, Vol. 2
Rei da Cacimbinha, Vol. 2 é o primeiro álbum e DVD da banda de arrocha Rei da Cacimbinha. O álbum foi lançado em 24 de julho de 2015.

## Repercussão
O clipe de "Pop 100" foi visualizado mais de 11 milhões de acessos no YouTube. É uma paródia da canção "Na 1100 Ela Empina o "******", do grupo Maderada do Arrocha. Na versão de Hélio o interprete da banda.
A vertente criada por ele acentua o ritmo dançante de cornetas e percussão eletrônica em letras com bordões, paródias e duplo sentido, como "Comendo a Quilo" e "Muriçoca". A canção sobre um mosquito que "****" e "****" foi um grande sucesso no Carnaval 2015. À época, a banda fez 15 apresentações em cinco dias. Hélio Pires a (voz), conta mais de 300 shows em menos de um ano de estrada. Segundo ele, cerca de 30 mil pessoas foram à gravação do DVD ao vivo na cidade de Messias, em janeiro de 2014.
No palco, o grupo passeia entre canções próprias de sucessos axé music, funk carioca e arrocha. Assim como no álbum de estreia, a guitarra marca o ritmo enquanto o teclado faz as vezes de bateria eletrônica. De produção a apresentação, passando por gravação e distribuição, o esquema se repete no segundo CD -lançado em junho. O vocalista afirma que suas músicas precisam correr a internet para chegar às ruas. "A gente não depende de rádio", diz. A gravação é pensada para poderosos sistemas de som, e as letras se adequam às regiões do Brasil. O "fluxo" (baile funk de rua de São Paulo) vira "boteco" na sua versão para a música "Tava na Rua", do funkeiro MC Pikachu.

## Listas de música
1. Palavras Árabes
2. Ela Quer P*u
3. Kika o ******
4. Roça Roça
5. Galo Desregulado
6. Mamadeira
7. Sou R*********
8. Só Que **** na Cama
9. Vuco Vuco
10. Golpe da Barriga
11. Bicicletinha
12. Paçoca em Tu
13. Porteiro de Motel
14. Caranguejo
15. Vou Com Medo Mesmo
16. Na Ponta Ela ****
17. Mexe o ******
18. Bom Negócio
19. Meu Pai É ****
20. Pop 100
21. Muriçoca
22. Fish Ball Cat
23. Bota Álcool Aqui
24. Medo de Inchada
25. Me *****